# Many (Louisiana)
Many település az Amerikai Egyesült Államok Louisiana államában, Sabine megyében, melynek megyeszékhelye is. Lakosainak száma 2571 fő (2020. április 1.).

## Népesség
A település népességének változása:

| 2010 | 2 853 |
| 2020 | 2 571 |